# Liste der Parteien im Vereinigten Königreich
Vor der Mitte des 19. Jahrhunderts wurde die britische Politik von den Whigs und den Tories dominiert. Sie waren keine politischen Parteien im heutigen Sinne, sondern vielmehr lose Allianzen von Interessengruppen und Einzelpersonen. Die Whigs identifizierten sich mit der neuen aufstrebenden Industrie, während die Tories dem Adel und der anglikanischen Kirche nahestanden.
Mit der Zeit wurden die Whigs zur Liberal Party, die Tories zur Conservative Party. Diese zwei Parteien dominierten die Politik bis in die 1920er, als die Liberal Party einen markanten Bedeutungsverlust hinnehmen musste und viele Mitglieder aus der Partei austraten. Die Rolle als Hauptkonkurrentin der Konservativen nahm nun die Labour Party ein, eine Allianz zwischen Gewerkschaften und verschiedenen sozialistischen Gruppen.
Bis heute dominieren die Konservativen und Labour die britische Politik und lösten sich gegenseitig in der Regierung ab. In letzter Zeit haben sich die aus der Liberal Party entstandenen Liberal Democrats als dritte Kraft mit einem Wähleranteil von rund 20 % etabliert und ihre Wahlresultate markant verbessert. Aufgrund des Mehrheitswahlrechts werden kleinere Parteien stark benachteiligt. Die im Unterhaus vertretenen Kleinparteien haben eine starke regionale Verankerung.

## Parteien im Unterhaus
- Alliance Party of Northern Ireland
- Conservative Party
- Democratic Unionist Party
- Green Party of England and Wales
- Labour Party
- Liberal Democrats
- Plaid Cymru
- Reform UK (bis 1/2021 Brexit Party)
- Scottish National Party
- Sinn Féin (gewählte Abgeordnete nehmen Mandate nicht an)
- Social Democratic and Labour Party
- Traditional Unionist Voice
- Ulster Unionist Party

## Parteien im schottischen Parlament
- Alba Party
- Scottish Conservative and Unionist Party
- Scottish Green Party
- Scottish Labour Party
- Scottish Liberal Democrats
- Scottish National Party

## Parteien im walisischen Parlament
- Plaid Cymru
- Welsh Conservative Party
- Welsh Labour Party
- Welsh Liberal Democrats

## Parteien im nordirischen Parlament (Northern Ireland Assembly)
- Alliance Party of Northern Ireland
- Democratic Unionist Party
- People Before Profit
- Sinn Féin
- Social Democratic and Labour Party
- Traditional Unionist Voice
- Ulster Unionist Party

## Parteien der London-Versammlung (London Assembly)
- London Conservatives – Regionalpartei der Conservative Party
- London Green Party – Regionalpartei der Green Party of England and Wales
- London Labour Party – Regionalpartei der Labour Party
- London Liberal Democrats – Regionalpartei der English Liberal Democrats
- Reform UK (bis 1/2021 Brexit Party)

## Sonstige Parteien

### Sonstige britische Parteien
- 4 Freedoms Party (UK EPP)
- Animal Welfare Party
- Christian Democratic Party
- Christian Party
- Christian Peoples Alliance
- Free Speech Union
- Heritage Party
- Humanist Party
- Independence from Europe
- Independent Community and Health Concern
- Liberal Party (Neugründung der alten Liberal Party, nicht mit den Liberal Democrats verbunden)
- Libertarian Party
- No Candidate Deserves My Vote!
- One Love Party
- Peace Party
- Populist Party
- Social Democratic Party
- Something New
- The Common Good
- UK Independence Party
- UK Veterans' and People's Party
- Volt UK
- Whig Party
- Women's Equality Party
- Young People's Party UK

### Linke Parteien
- Alliance for Green Socialism
- Communist League
- Communist Party of Britain
- Communist Party of Britain (Marxist–Leninist)
- Communist Party of Great Britain (Marxist-Leninist)
- Communist Party of Great Britain (Provisional Central Committee)
- Independent Working Class Association
- International Socialist League
- Left Unity
- New Communist Party of Britain
- Revolutionary Communist Group
- Revolutionary Communist Party of Britain (Marxist–Leninist)
- Socialist Equality Party
- Socialist Labour Party
- Socialist Party of England and Wales
- Socialist Party of Great Britain
- Socialist Resistance (Teil von Left Unity)
- Socialist Workers Party
- Trade Unionist and Socialist Coalition
- Workers Party of Britain
- Workers Revolutionary Party

### Regionale Parteien

#### England
- Barnsley Independent Group
- Community
- Community Action Party
- Community Group
- Cornish Nationalist Party – sezessionistische Partei in Cornwall
- Democratic Independent Group
- Derwentside Independents
- Devizes Guardians
- East Devon Alliance
- English Democrats – englische Föderalisten
- English Liberal Democrats
- Guildford Greenbelt Group
- Heald Green Ratepayers – Kleinstpartei mit Ratssitzen in Stockport
- Henley Residents Group
- Idle Toad
- Independents for Frome
- Isle of Wight Party
- Lewisham People Before Profit
- Lincolnshire Independents
- Mebyon Kernow – sezessionistische Partei in Cornwall
- Middlewich First
- Morecambe Bay Independents
- National Health Action Party
- North East Party
- People's Democratic Party
- Putting Hartlepool First
- Residents Associations of Epsom and Ewell – lokale Partei mit der Mehrheit im Bezirksrat von Epsom and Ewell
- Residents for Uttlesford
- Roman Party
- The Republic Party
- Wessex Regionalist Party – Regionalpartei in Wessex
- Yorkshire and the Humber Labour Party
- Yorkshire Party

#### Schottland
- Abolish the Scottish Parliament Party
- British Union & Sovereignty Party
- Clannasaor – für schottische Unabhängigkeit
- Independent Green Voice
- Red Party of Scotland
- Restore Scotland
- Rubbish Party
- Scotia Future
- Scottish Christian Party
- Scottish Family Party
- Scottish Libertarian Party
- Scottish Socialist Party
- Scottish Unionist Party
- Socialist Party Scotland
- West Dunbartonshire Community Party

#### Wales
- Abolish the Welsh Assembly Party
- Communist Party of Wales
- Gwlad
- Llais Gwynedd
- Propel
- Socialist Party Wales
- Wales Green Party
- Welsh Christian Party

#### Nordirland
- Citizens Independent Social Thought Alliance
- Cross-Community Labour Alternative
- Fianna Fáil
- Green Party in Northern Ireland
- Labour Party in Northern Ireland
- Northern Ireland Conservatives
- Northern Ireland Liberal Democrats
- Progressive Unionist Party
- Republican Sinn Féin
- Socialist Party (Irland) – Partei ist auch in Nordirland vertreten
- Workers’ Party – Abspaltung von Sinn Féin

### Extreme Rechte
- Britain First
- Britannica Party
- British Democratic Party
- British National Party
- National Front
- Liberty Great Britain
- National Liberal Party

### Spaßparteien
- Al-Zebabist Nation of Ooog
- Church of the Militant Elvis Party
- Fancy Dress Party
- Official Monster Raving Loony Party
- Stuckist Party

### Religiöse Parteien
- Christian Democratic Party
- Christian Party
- Christian Peoples Alliance
- The Common Good

## Nicht-registrierte und aufgelöste Parteien

### Sonstige Parteien
- Liberal Party (1859–1988)
- Liberal Unionist Party (1886–1912)
- Socialist National Defence League (1910er)
- Women's Party (1917–1919)
- National Democratic and Labour Party (1918–1923)
- National Liberal Party (1922–1923)
- National Liberal Party (1931–1968)
- New Party (1931–1932)
- Social Credit Party of Great Britain and Northern Ireland (1931–1951; 1965–1978)
- Fellowship Party (1955–2007)
- Democratic Labour (1972–1979)
- Campaign for Social Democracy (1973–1974)
- PEOPLE (1973–1975)
- Ecology Party (1975–1985)
- Green Party (UK) (1985–1990)
- Social Democratic Alliance (1975–1981)
- Social Democratic Party (1981–1990)
- Natural Law Party (1992–2004)
- People's Justice Party (1998–2006)
- Democratic Party (1998–2010)
- Legalise Cannabis Alliance (1999–2006) – Legalisierung von Cannabis
- Countryside Party (2000–2008)
- The New Party (2003–2010)
- Make Politicians History (2005–2009)
- Science Party
- Trust (2010–2011)
- Above and Beyond Party (2015–2016)
- Cannabis Is Safer Than Alcohol (2015–2016)
- Change UK – The Independent Group (2/2019–12/2019)
- Pirate Party UK (2009–2020)
- Renew Britain (2017–2022)

### Linke Parteien
- Social Democratic Federation (1884–1911)
- Socialist League (1886–1903)
- Independent Labour Party (1893–1975)
- Socialist Labour Party (1903) (1903–1980)
- British Socialist Party (1911–1920)
- Workers Socialist Federation (1914–1921)
- National Socialist Party (1916–1919)
- Communist Party of Great Britain (1920–1991)
- Workers International League (1937–1944)
- Revolutionary Socialist League (1938–1944)
- Common Wealth Party (1941–1945)
- Revolutionary Communist Party (1944–1950)
- Revolutionary Workers Party (1962–1990er)
- International Marxist Group (1968–1981)
- Revolutionary Communist League of Britain (1968–1998)
- Revolutionary Marxist–Leninist League (1968–1980)
- Working People's Party of England (1968–1986)
- Communist Workers League of Britain (Marxist–Leninist) (1969–1981)
- Revolutionary Communist League (1970–ca. 1973)
- British and Irish Communist Organisation (1971–ca. 1986)
- Labour Party of Scotland (1973)
- Communist Organisation in the British Isles (1974–ca. 1977)
- Workers Power (1974–2015)
- Communist League of Great Britain (1975–ca. 2001)
- League for Socialist Action (1976–1982)
- Revolutionary Communist Party (1978–1997)
- International Leninist Workers Party (1979–2006)
- Red Action (1981–2001)
- Workers' Internationalist League (1983–1984)
- Communist Forum (1986–1987)
- International Socialist Group (1987–2009)
- Marxist Party (1987–2004)
- Workers' International League (1987–2006)
- Movement for a Socialist Future (1990–2005)
- Workers International to Rebuild the Fourth International
- Democratic Left (1991–1993)
- Alliance for Workers' Liberty (war ein Teil von Left Unity) (1992–2015)
- Socialist Alliance (1994–2005)
- Socialist People's Party (1995–2015)
- Democratic Labour Party (1998–2016)
- Red Party (2004–2005)
- United Socialist Party (2004–2010?)
- Peace and Progress Party (2004–2015)
- Respect – The Unity Coalition (2004–2016)
- Permanent Revolution (2006–2013)
- Left Alternative (2008–2010)
- No2EU (2009–2014)
- Class War (2014–2015)
- Reality Party (2014–2016)

### Regionale Parteien

#### England
- Boston Bypass Independents
- Corrective Party (1988–1990er)
- Free England Party (2008–2009)
- Liverpool Protestant Party
- New England Party (2005–2007, fusionierte mit den English Democrats)
- Northern Party (2015–2016)
- One London (November 2005 – November 2008)
- Pensioners Party (England) (2004–2013)
- Vectis National Party (1970er) – Isle of Wight Regionalpartei

#### Schottland
- All for Unity (2020–2022)
- Borders Party (2006–2020)
- Clydesdale and South Scotland Independent (2016–2017)
- Communist Party of Scotland (1992–2018)
- Crofters Party
- Democratic Left Scotland (1998–heute); nicht registriert; Partner der Partei der Europäischen Linken
- East Dunbartonshire Independent Alliance
- East Kilbride Alliance
- Fife Socialist League (1950er–1960er)
- Fishing Party (Schottland) (?–2003)
- Free Scotland Party (2004–2012?)
- Highland Land League (1909–1920er)
- Highlands and Islands Alliance
- International Socialist Group (2011–2015)
- Labour Party of Scotland
- Left Alliance (2000er)
- National Party of Scotland (1928–1934)
- Orkney and Shetland Movement
- Orkney Manifesto Group (2013–2022)
- Progressive Party (1920er–1970er)
- Publican Party (2005–2007)
- RISE – Scotland's Left Alliance (August 2015 – November 2020)
- Scotland Against Crooked Lawyers  (2006–2015)
- Scottish Democratic Alliance (2009–2021)
- Scottish Enterprise Party (2004–2009)
- Scottish Independence Party
- Scottish Jacobite Party (Juli 2005 – Juli 2007)
- Scottish Labour Party (1888) (1888–1893)
- Scottish Labour Party (1976) (1976–1981)
- Scottish Militant Labour (1990er)
- Scottish Party (1932–1934)
- Scottish Prohibition Party (1901–1935)
- Scottish Republican Socialist Party (1982–1998)
- Scottish Senior Citizens Unity Party (2003–2015)
- Scottish Separatist Group
- Scottish Socialist Alliance
- Scottish Socialist Federation
- Scottish Socialist Party (1987) (1987–1990)
- Scottish Voice
- Scottish Workers' Representation Committee (1899–1909)
- Scottish Workers Republican Party
- Solidarity – Scotland's Socialist Movement (2006–2021)
- Unionist Party (1912–1965)
- United in Europe (2014–2015)
- Workers Party of Scotland

#### Wales
- Balchder Cymru
- Blaenau Gwent People's Voice (2005–2010)
- Communist Party of South Wales and the West of England
- Cymru Annibynnol
- Cymru Goch
- Cymru Rydd
- Forward Wales
- John Marek Independent Party (2003) – aufgegangen in Forward Wales
- South Wales Socialist Society
- Welsh Socialist Alliance
- Welsh Republican Movement

#### Nordirland
- All-for-Ireland Party  (1910–1918)
- British Ulster Dominion Party
- Irish Independence Party
- Irish Parliamentary Party
- Labour Party of Northern Ireland (1985–2016)
- Nationalist Party
- NI21 (2013–2016)
- Northern Ireland Labour Party
- Northern Ireland Women's Coalition
- People's Democracy
- Protestant Coalition (2013–2015)
- Protestant Unionist Party
- Republican Labour Party
- Socialist Environmental Alliance (2003–2008)
- UK Unionist Party (1995–2008)
- Ulster Democratic Party
- Ulster Independence Movement
- Ulster Liberal Party
- Ulster Popular Unionist Party (1980–1995)
- United Unionist Coalition (1998–2003)
- United Ulster Unionist Party (1977–1984)
- Unionist Party of Northern Ireland
- Vanguard Progressive Unionist Party (1973–1978)

### Extreme Rechte und Faschisten
- British Fascists (1920er–1930er)
- National Fascisti (1920er)
- Imperial Fascist League (1929–1939)
- British Union of Fascists (1930er)
- National Socialist League (1937–1939)
- British People's Party (1940er)
- Union Movement (1948–1973)
- National Labour Party (1957–1960)
- White Defence League (1958–1960)
- British National Party (1960–1967)
- National Democratic Party (1960er–1970er)
- National Socialist Movement (1962–1967)
- Greater Britain Movement (1964–1967)
- British Movement (1968–1983)
- National Independence Party (1970er)
- United Country Party (1970er)
- National Party (1975–1977)
- New Britain Party (1976–2008)
- British First Party (1977–2009)
- British Democratic Party (1979–1982)
- Constitutional Movement (1979–1984)
- Flag Group (1980er)
- Official National Front (1986–1989)
- National Socialist Movement (1990er)
- Third Way (1990–) – jetzt eine Denkfabrik (Thinktank)
- National Democrats (1995–2011)
- Freedom Party (2000–2006)
- White Nationalist Party (2002–2005)
- England First Party (2003–2012)
- British People's Party (2005–2013)
- Nationalist Alliance (2005–2008)
- New Nationalist Party (2006–2007/8)
- British Freedom Party (2010–2012)

### Spaßparteien
- Adam Lyal's Witchery Tour Party (1999–2009)
- The Blah! Party
- Citizens for Undead Rights and Equality
- Death, Dungeons and Taxes Party
- Free Party (2001–2002)
- Miss Great Britain Party (2008–2009)
- New Millennium Bean Party
- MP3 Party (2002–2007)
- Raving Loony Green Giant Party
- Rock'n'roll Loony Party (2000–2007)
- Teddy Bear's Alliance

### Religiöse Parteien
- ProLife Alliance (Abtreibungsgegner)
- Islamic Party of Britain (1989–2006)
- Liverpool Protestant Party (1903–1974)
- Operation Christian Vote – Partei wurde in Christian Party umbenannt

### Ein-Themen-Parteien (Euroskeptische Parteien)
- Anti Common Market and Free Trade Party (1967–1988)
- Referendum Party (1994–1997)
- Veritas (2005–2015)
- We Demand a Referendum Now (2012–2014)